# Contea di Bennett
La contea di Bennett ( in inglese Bennett County ) è una contea dello Stato del Dakota del Sud, negli Stati Uniti. La popolazione al censimento del 2010 era di 3 431 abitanti. Il capoluogo di contea è Martin. Fu creata nel 1909 e organizzata nel 1912. La parte nord-occidentale della contea si trova all'interno della Pine Ridge Indian Reservation.